# Tabanera de Cerrato
Tabanera de Cerrato es un municipio y villa española de la provincia de Palencia, en la comunidad autónoma de Castilla y León. El término municipal tiene una población de 138 habitantes (INE 2024).

## Geografía
Tabanera de Cerrato se halla situada a 45 km de Palencia. Su término limita al norte con el de Villahán, al sur con Valdecañas de Cerrato y al este con Cobos de Cerrato (Palencia). El subsuelo cerrateño presenta unos índices geotérmicos que hacen aprovechables sus aguas para la producción de energía geotérmica y baños termales.

## Historia
Esta zona de la comarca de El Cerrato debió ser reconquistada y repoblada en la segunda mitad del siglo IX, es decir, entre el 850 y el 900. En todo este terreno tenemos constancia de los siguientes repobladores: asturianos, castellanos, serranos, francos, gallegos y vascos.
En 1074, Tabanera era una de las aldeas de Palenzuela, según consta en el Fuero de Palenzuela:"Aldeae de Palenciola sunt istae: Seóguela, Tavanera, Orneio, Villafan, Fenar, Valles, Valdeparada...".
En 1255, parece seguro que corresponde al pueblo de Cornejo u Orneio, hoy despoblado que había de estar no lejos de Tabanera de Cerrato. Existía en el siglo XIV, como parece verse en el Libro de las Behetrías (merindad de Cerrato); constituyendo uno de los préstamos del obispado de Burgos al arcedianazgo de Palenzuela. Tenemos a la vista un documento por el cual doña Mayor Arias compra a María Ruiz cuanto a esta pertenecía en Orneio (Archivo de Villamayor).
En la segunda mitad del siglo XIV, tras superar la crisis de la peste negra y el llamado tirón de Andalucía,  los pueblos de Castilla empezaron a experimentar un aumento de población y necesitaron más terreno para la labranza. Los documentos dejaron constancia de esta carencia de tierra suficiente, que se trató de solventar con adquisición de nuevos terrenos. Antigüedad adquirió los terrenos pertenecientes civilmente a Tabanera, como Pozuelo y Villarmiro, que desde el siglo XVI Antigüedad pasó a usufructuar.
Tabanera de Cerrato fue señorío de los Avellaneda, Manrique y Enríquez.
En la primera mitad el siglo XVIII, doña María Bibiana Fernández de Torquemada Ortega y Cerezo fue señora propietaria de la granja de Olmos de Cerrato.

### SigloXIX
Hacia mediados del siglo XIX la villa tenía contabilizada una población de 364 habitantes. Aparece descrita en el decimocuarto volumen del Diccionario geográfico-estadístico-histórico de España y sus posesiones de Ultramar de Pascual Madoz de la siguiente manera:

TABANERA DE CERRATO: v. con ayunt. en la prov. de Palencia (6 leg.), part. jud. de Baltanas (2 1/2), aud. terr. y c. g. de Valladolid (12), dióc. de Burgos (9): sit. en una altura en el valle que forman dos cuestas y á corta dist. de un pequeño arroyo; su clima es poco frio, nada ventilado y propenso á tercianas. Consta de 70 casas, escuela de primeras letras, concurrida por 24 niños y dotada con 24 fan. de trigo; 3 fuentes de las que se surte el vecindario; igl. parr. (San Esteban) servida por dos beneficiados patrimoniales, uno de los que ejerce la cura de almas. El térm. confina por N. con Ontoria; E. Granja de Olmos; S. Valdecañas, y O. Villahan. Su terreno participa de monte y llano y es poco productivo; le riega un pequeño arroyo de E. á O. Los caminos son locales y de herradura, su estado regular. prod.: trigo, cebada, centeno, avena y vino; se cria ganado lanar y mular, y caza de liebres, conejos, perdices, lobos, corzos y otros animales dañinos. ind.: la agrícola. pobl.: 70 vec., 364 almas. cap. prod.: 80,200 rs. imp.: 7,458.
(Madoz, 1849, p. 539)

## Geografía humana

### Demografía
Cuenta con una población de 138 habitantes (INE 2024).
| Gráfica de evolución demográfica de Tabanera de Cerrato entre 1842 y 2021                                             |
| |
| Población de derecho según los censos de población del INE. Población de hecho según los censos de población del INE. |

| 1900 | 1910 | 1920 | 1930 | 1940 | 1950 | 1960 | 1970 | 1981 | 1991 | 2004 | 2009 | 2013 | 2019 |
| 461  | 556  | 561  | 590  | 619  | 668  | 538  | 306  | 256  | 176  | 148  | 124  | 121  | 135  |

### Economía
La localidad y su término municipal se dedican a la agricultura y la ganadería. Existen recursos de turismo rural sin explotar.
La actividad apícola fue en el pasado importante, de ahí el refrán que dice "ajos de Curiel, quesos de Peñafiel y de Cerrato la miel".

## Monumentos y lugares de interés
- Iglesia de San Esteban.[6]
- Caserío de Olmos de Cerrato.
- Castillo de Santa Rosa.

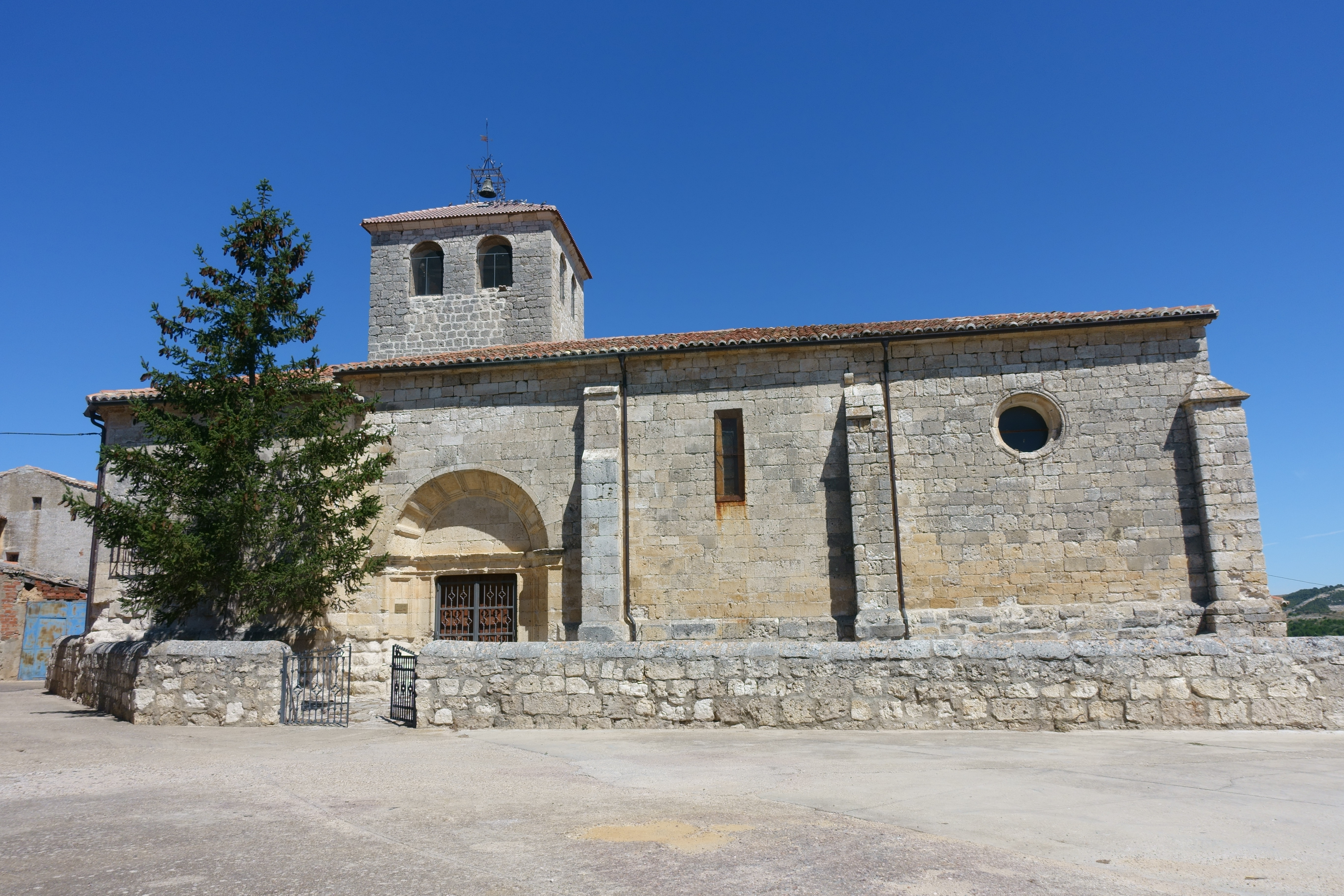
Iglesia de San Esteban

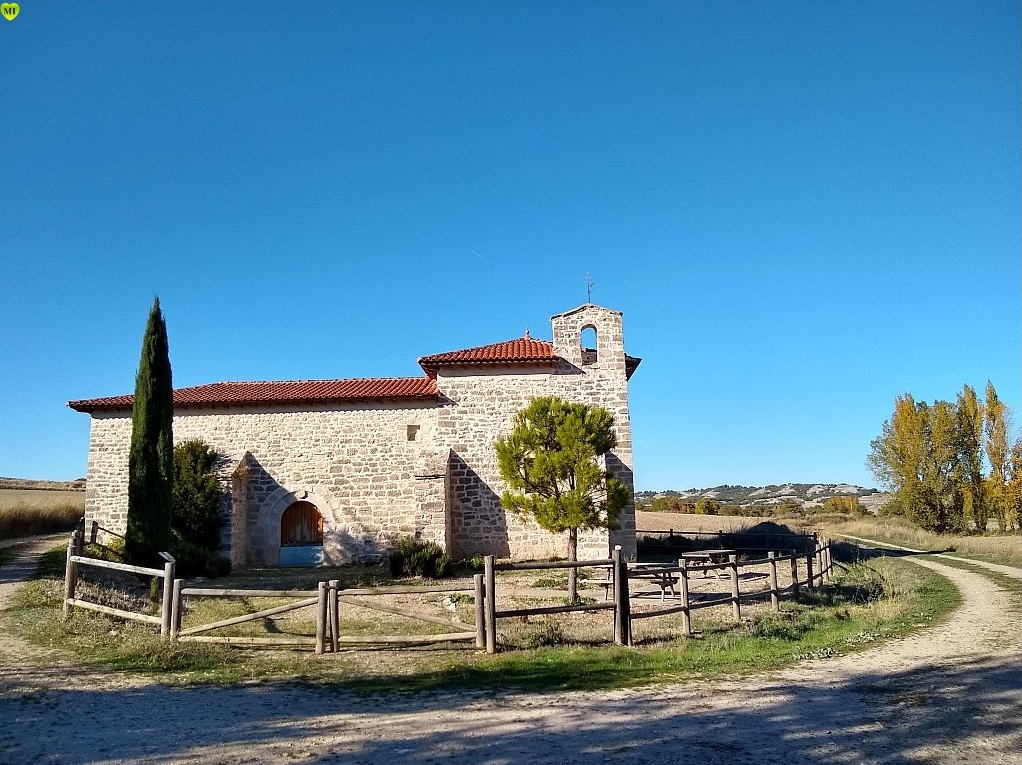
Ermita de Nuestra Señora de Los Remedios

Casa consistorial

- Ermita de Nuestra Señora de Los Remedios

En este apartado, si bien no se trata de un monumento en sentido estricto, cabe citar el espectacular Roble del Portillo (gran ejemplar de quejigo o Quercus faginea).

## Medios de comunicación
Existe una emisora de Radio local, llamada K Jabalí creada por Javier Valdezate, vecino de la localidad residente desde 2017.[cita requerida]